# Бейт-Джала
Бейт-Джа́ла (араб. بيت جالا‎) — город в Палестинской автономии, на территории Западного Берега Реки Иордан, в провинции Вифлеем, в исторической области Иудея. Население 17 659 человек, площадь 14 км². Расположен между Вифлеемом и иерусалимским районом Гило. Учёные полагают, что на месте Бейт-Джалы находилось библейское поселение Гило.

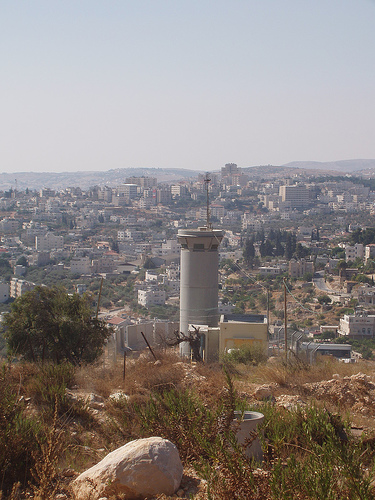
Вид с Гило на Бейт-Джала

Прежде христиане составляли, как и в Вифлееме, подавляющее большинство, но к концу XX века многие из христианских жителей эмигрировали в Южную Америку В конце 1860-х гг. была открыта школа для арабских девочек с преподаванием в том числе и русского языка. В 1890-м году на её основе была создана Женская учительская семинария. В Бейт-Джале находятся несколько православных церквей: Церковь Николая Чудотворца, Церковь Георгия Победоносца и др.
Во время Интифады Эль-Акса террористы из организаций Танзим и Бригады мучеников Аль-Аксы использовали Бейт-Джала как базу для обстрелов близлежащего района Иерусалима «Гило» и совершения терактов в районе Иерусалиме. Согласно израильским источникам, позиции террористов, обстреливавших район Гило, намеренно находились вблизи церквей и домов христиан в надежде на слабую реакцию израильской армии.